# Stazione di Innsbruck Ovest
La stazione di Innsbruck Ovest (in tedesco Innsbruck Hbf-Westbf) è una stazione ferroviaria situata nella zona sud-occidentale della città tirolese, nel quartiere di Wilten.
La stazione sorge lungo ferrovia dell'Arlberg e costituisce il capolinea sud-orientale della ferrovia di Mittenwald.